# Waterland (Film)
Waterland ist ein britisches Filmdrama von Stephen Gyllenhaal aus dem Jahr 1992. Als literarische Vorlage diente der gleichnamige Roman (1983) von Graham Swift. In Deutschland wurde der Film auch unter dem Titel Das Geheimnis seiner Liebe veröffentlicht.

## Handlung
Pittsburgh 1974: Der Geschichtslehrer Tom Crick lebt mit seiner Frau Mary seit 20 Jahren in den Vereinigten Staaten. Weil seine Schüler, allen voran der selbstbewusste Matthew Price, von seinem Unterricht gelangweilt sind und kaum Interesse an der Französischen Revolution zeigen, entschließt sich Tom, den Schülern seine eigene Lebensgeschichte zu erzählen und ihnen auf diese Weise europäische Geschichte nahezubringen.
Tom wuchs in den sogenannten Fens an der englischen Ostküste auf. Mit seinem Vater Henry und seinem geistig zurückgebliebenen Bruder Dick lebte er in einem kleinen Cottage, das neben einem Wehr lag, für das sein Vater zuständig war. Vor allem seine Jugend während des Zweiten Weltkriegs hat Tom geprägt. Im Alter von 16 Jahren war er mit Mary und ein paar Jungen an einem Fluss, wo sie sich neugierig auf das jeweils andere Geschlecht voreinander nackt ausziehen wollten. Nachdem Tom und die anderen Jungen sich vor Mary entblößt hatten, bestand Mary darauf, dass nur derjenige von ihnen, der am weitesten im Fluss tauchen kann, sie nackt sehen dürfe. Tom ging zunächst als Sieger hervor, doch sein älterer Bruder Dick, der nicht weit von ihnen nach Aalen gefischt hatte, wollte es ebenfalls versuchen. Mit einer unter seiner Unterhose für Mary deutlich sichtbaren Erektion sprang er in den Fluss und schlug seinen Bruder um Längen, verzichtete jedoch darauf, Mary nackt zu sehen. Nachdem sie sich ineinander verliebt hatten, nutzten Tom und Mary jede Gelegenheit, heimlich miteinander zu schlafen, etwa in einem Zugabteil, und sich regelmäßig an einer verlassenen Windmühle zu treffen. Dort gestand Mary, dass sie für Dick Mitleid empfinde und sich wünsche, dass auch er Erfahrungen mit Frauen sammelt.
Seinen Schülern, die sich amüsiert darüber zeigen, dass er ihnen so offen von seinen ersten sexuellen Erfahrungen berichtet, erzählt Tom auch von seinem Großvater, der eine Brauerei besaß. Mit seinen Schülern reist Tom so in das Jahr 1911 zurück und lässt sie das Haus seines Großvaters besichtigen. Nach dem Ersten Weltkrieg wurde dort ein Heim für traumatisierte Soldaten eingerichtet, wo Toms Mutter schließlich seinen Vater Henry kennenlernte. Zurück in den 1940er Jahren zeigt Tom dem inzwischen neugierig gewordenen Matthew Price, wie Dick auf einmal regelmäßig abends ausging, um sich mit einem Mädchen zu treffen. Der junge Tom ahnte, dass es sich bei dem Mädchen um Mary handelte. Eifersüchtig stellte er Mary vor der Windmühle zur Rede. Sie gestand ihm, schwanger zu sein, versicherte ihm jedoch, dass es sein Kind sei. Mit Dick habe sie den Geschlechtsakt nicht vollziehen können, weil er zu groß für sie gewesen sei.
Kurz darauf schwamm die Leiche von Toms Freund Freddie Parr vor dem Wehr seines Vaters. Mary war sofort überzeugt, dass Dick Freddie umgebracht hat, weil sie vor Dick Angst bekommen und ihm aus Sorge um Tom erzählt hatte, dass sie von Freddie schwanger sei. Als Tom, der ihr zunächst nicht hatte glauben wollen, einen Hinweis fand, dass Dick tatsächlich Freddies Mörder war, konfrontierte er seinen Bruder im Cottage und ließ ihn wissen, dass er der Vater des Kindes sei. Dick ging mit einer Flasche auf Tom los, ließ jedoch von ihm ab und brachte ihn anschließend auf den Dachboden. Dort zwang er Tom, ihm einen Brief vorzulesen, aus dem hervorging, dass Dick von seinem Großvater gezeugt worden war. Erschüttert und verwirrt über seine inzestuöse Herkunft, betrank sich Dick und beging im Fluss Selbstmord.
Als Tom nach seinem Unterricht nach Hause kommt, hört er ein Baby schreien. Mary, die seit Jahren darunter leidet, keine Kinder bekommen zu können, und sich aus Kummer darüber geistig zunehmend in eine andere Welt flüchtet, hat das Baby in einem Supermarkt entführt. Tom fährt mit ihr und dem Baby zum Supermarkt, wo bereits die Polizei Ermittlungen aufgenommen hat. Tom behauptet, das Baby mit Mary vor der Schule gefunden zu haben, und gibt das Baby der Mutter zurück. Als Mary zurück in ihrem Haus einen Anfall bekommt, gibt sich Tom die Schuld an ihrem Leid. Eine Woche später verlässt sie ihn, und Tom wird gekündigt, weil der Schulleiter nichts von seinen Unterrichtsmethoden hält. Mit Matthew, der in seinem Lehrer inzwischen ein väterliches Vorbild sieht, geht Tom in eine Bar, wo sie wie Vater und Sohn eine Runde Billard spielen. In der Aula der Schule wird Tom offiziell verabschiedet. Als er vor den zahlreich erschienenen Schülern vor einem Mikrofon steht und zu beschreiben versucht, wie es dazu gekommen war, dass er Geschichtslehrer wurde, erinnert er sich, wie sich Mary nach Dicks Suizid von einer alten Frau das Kind abtreiben ließ und aufgrund der gewaltsamen Prozedur keine Kinder mehr bekommen konnte. Entschlossen, Mary für sich zurückzugewinnen, kehrt Tom in seine Heimat zurück, wo er, wie vermutet, Mary in den Fens spazieren sieht.

## Hintergrund
Die Dreharbeiten fanden vor Ort in East Anglia, Kent, London und Pittsburgh sowie in den Londoner Twickenham Film Studios statt. Viele Szenen entstanden auf dem Holbeach Marsh am Rand von The Wash sowie in Walsingham in Norfolk. Als Drehort der Brauerei von Tom Cricks Großvater diente Doddington Place nahe Faversham. Für das Kostümbild war Lindy Hemming zuständig.
Waterland wurde am 21. August 1992 in Großbritannien uraufgeführt und am 12. September 1992 auf dem Toronto International Film Festival gezeigt. In Deutschland kam der Film am 17. Juni 1993 in die Kinos und erschien am 18. Oktober 1993 auf Video. 2016 erfolgte unter dem Titel Das Geheimnis seiner Liebe eine Veröffentlichung auf DVD.

## Kritiken
Das Lexikon des internationalen Films attestierte Waterland eine „inszenatorisch mitunter holprige Auseinandersetzung mit dem (Miß-)Verhältnis von beschriebener und erlebter Geschichte“. Reflektiert werde dabei „[d]er innere Kampf einer späten Selbstfindung […] sinnbildhaft in überwiegend literarischen Symbolen, die in betörenden Landschaftsbildern eine filmische Entsprechung finden“.
Cinema verglich Waterland mit dem Film Der Club der toten Dichter (1989), in dem Ethan Hawke ebenfalls mitgespielt hatte. Gyllenhaals Film könne jedoch „trotz Jeremy Irons“ nicht begeistern, was in erster Linie „den wilden Zeit- und Perspektivsprüngen“ geschuldet sei. Der Film sei zwar „[g]ut gespielt, aber verworren erzählt“. Der Spiegel befand, dass Gyllenhaal „den Stoff ein wenig amerikanisiert, die Romankonstruktion aber liebevoll nachgebastelt“ habe.

## Auszeichnungen
Für seine Darbietungen in Waterland, Verhängnis und M. Butterfly erhielt Jeremy Irons 1994 den Sant Jordi Award als bester ausländischer Darsteller.

## Deutsche Fassung
Die deutsche Synchronfassung entstand bei der Magma Synchron in Berlin. Das Dialogbuch schrieb Joachim Kunzendorf, der auch für die Synchronregie verantwortlich war.
| Rolle         | Darsteller         | Synchronsprecher   |
| ------------- | ------------------ | ------------------ |
| Tom Crick     | Jeremy Irons       | Frank Glaubrecht   |
| Mary Crick    | Sinéad Cusack      | Gisela Fritsch     |
| Matthew Price | Ethan Hawke        | Matthias Hinze     |
| junger Tom    | Grant Warnock      | Florian Kiesel     |
| junge Mary    | Lena Headey        | Bianca Krahl       |
| Lewis Scott   | John Heard         | Norbert Gescher    |
| Freddie Parr  | Callum Dixon       | Björn Schalla      |
| Peter         | Sean Maguire       | Tarek Helmy        |
| Terry         | Ross McCall        | Albert Obitz       |
| Dick Crick    | David Morrissey    | Timm Brückner      |
| Henry Crick   | Pete Postlethwaite | Klaus Sonnenschein |